# Bent-Tail
Bent-Tail et son fils Bent-Tail Junior (litt. « Queue tordue ») sont deux coyotes de fiction apparus à partir de la seconde moitié des années 1940 dans les courts métrages d'animation des studios Disney comme antagonistes du chien Pluto.
Bent-Tail est d'abord apparu dans La Légende du rocher coyote en 1945, opposé à Pluto. Sa création est antérieure au célèbre Vil Coyote de Warner Bros., apparu dans Fast and Furry-ous le 16 septembre 1949.
Bent-Tail est rejoint par son fils Bent-Tail Jr. dans Sheep Dog en 1949.
Pour Dave Smith, Bent-Tail n'est pas l'adversaire du chien de compagnie de Mickey Mouse, mais d'un chien de berger responsable d'un cheptel dont fait partie un petit mouton noir nommé Blackie, déjà apparu dans La Légende du rocher coyote et le long-métrage Danny, le petit mouton noir (1948).

## Filmographie
Bent-Tail
- La Légende du rocher coyote (1945)

Bent-Tail et Junior
- Sheep Dog (1949)
- Camp Dog (1950)
- Pests of the West (1950)